# 131e brigade d'infanterie (Royaume-Uni)
La  131e brigade d'infanterie britannique (en anglais 131st Infantry Brigade)  est une brigade d'infanterie de la British Army (armée de terre britannique), constituée au cours de la Seconde Guerre mondiale. Elle participa notamment à la bataille de Normandie.